# Lee De Forest

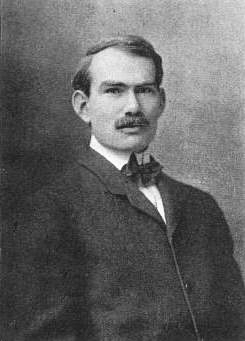
Lee De Forest

Lee De Forest (Council Bluffs, 26 augustus 1873 – Hollywood, 30 juni 1961) was een Amerikaans uitvinder op het gebied van de radio- en elektronicatechnologie. Hij is het bekendst van zijn uitvinding van de radiolamp, de Audion, als voorloper van de moderne transistor.

## Biografie

### Jonge jaren
De Forest was de zoon van Henry Swift De Forest, een gemeentepredikant, en Anna Margaret Robbins. Hij groeide op in Iowa en vanaf 1879 in Talladega (Alabama), waar zijn vader voorzitter werd van het Talladega College, een kleine zwarte school. Buitengesloten door de blanke gemeenschap – die aanstoot nam aan het feit dat zijn vader 'negers' scholing gaf – had Lee vooral vrienden onder de zwarte kinderen in het plattelandsdorp.
Zijn vader hoopte dat zijn zoon in zijn voetstappen zou treden en stuurde hem naar een jongensschool in Massachusetts om opgeleid te worden voor zijn evangelische roeping. Lee had een moeilijke tijd op deze school, omdat hij niet goed in de groep lag. Gedurende zijn schooltijd probeerde hij geld en aanzien te verkrijgen door zaken uit te vinden die hij kon verkopen.
Lee die, ondanks de voorkeur van zijn vader, toch een carrière in de wetenschap wilde, kwam in 1893 terecht op de Sheffield Scientific School van de Yale-universiteit, een van de weinige instituten die een eersteklas wetenschappelijke opleiding aanbood. Hier studeerde hij onder Josiah Willard Gibbs, een pionier op het gebied van de natuurkunde en thermodynamica. In 1899 verkreeg De Forest zijn academische graad (Ph.D.) op een proefschrift over hertzgolven.

### Wetenschappelijk carrière
Zijn eerste baan was bij de Western Electric Company in Chicago, waar hij begon op de dynamo-afdeling en via de telefoniesectie opklom tot het experimentele laboratorium. Zijn eerste grote uitvinding was een elektrolytische detector voor radiogolven in 1901, die veel beter was dan de metaalpoederdetector (coherer).
In 1902 vond De Forest een financier, Abraham White, die hem het benodigde geld uitleende waarmee hij zijn eerste bedrijf kon oprichten: de American De Forest Wireless Telegraph Company. Concurrerend met de Marconi Company begon hij zendapparatuur te verkopen aan klanten als het ministerie van Oorlog en de Amerikaanse marine. Ter promotie van zijn producten gaf hij publieke demonstraties van draadloze telegrafie.
De Forest kwam in 1903 met een verbeterde versie van zijn radiodetector op de markt, die sterk overeenkwam met het ontwerp dat de Canadees Reginald Fessenden reeds eerder had gepatenteerd. Prompt klaagde Fessenden hem daarop aan, en in 1905 moest hij op gerechtelijk bevel de productie ervan staken. Gedesillusioneerd door deze nederlaag en boos vanwege de dubieuze activiteiten van zijn financiers (die gelden hadden verduisterd) verliet hij in 1907 het bedrijf.

### Audion-radiobuis

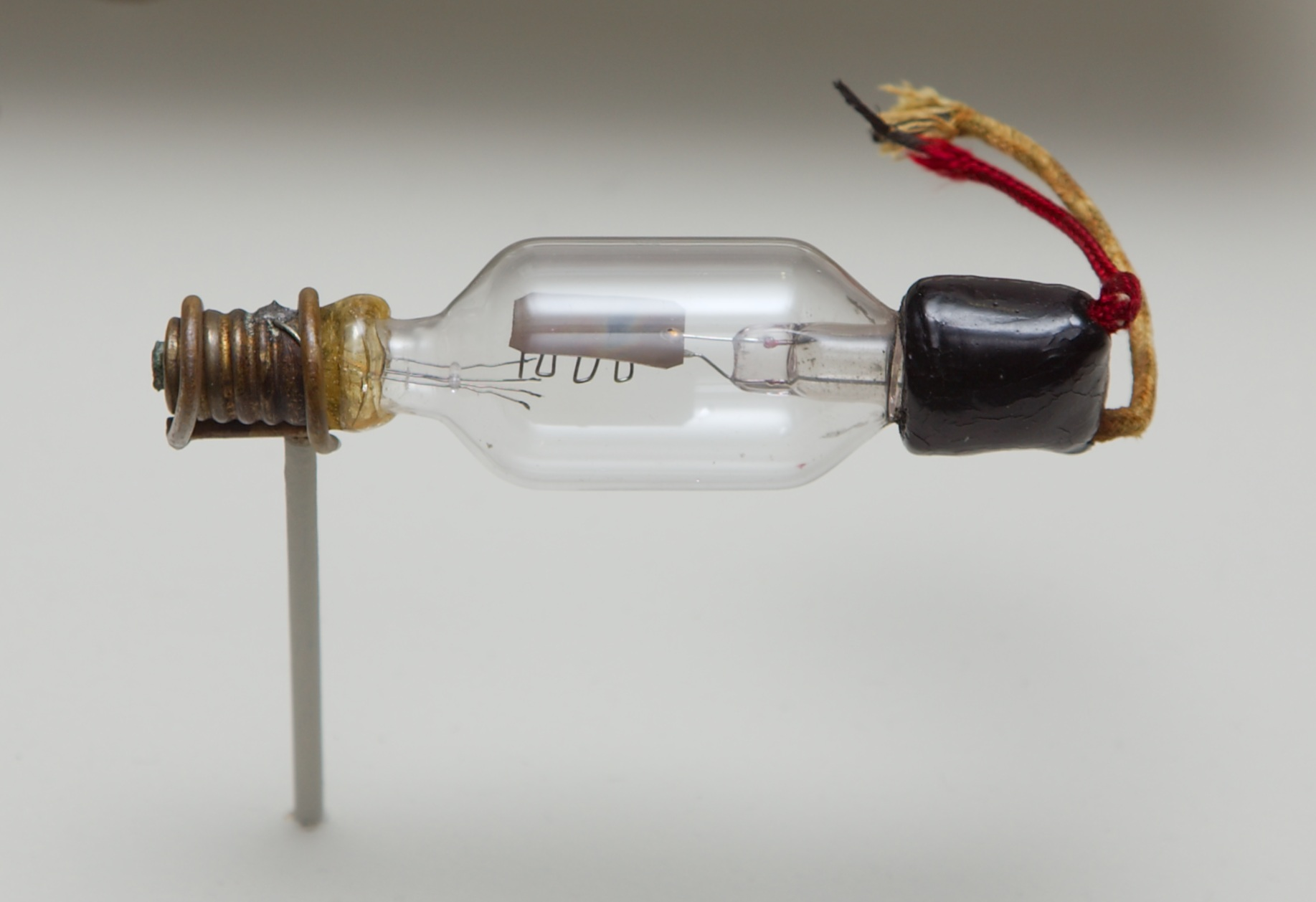
De Forest Audion (1906)

Echter, rond dezelfde tijd had hij een nieuwe uitvinding gedaan die veel belangrijker zou worden dan zijn radiodetector. Door een derde element (stuurrooster) toe te voegen aan de diodebuis van John Ambrose Fleming had hij ontdekt dat zwakke radiosignalen versterkt konden worden op een veel effectievere wijze dan alle beschikbare detectors van die tijd. Hij vroeg in 1907 octrooi aan op deze buis, die hij Audion noemde. Tot de uitvinding van de transistor in 1947 zou zijn radiobuis de belangrijkste component zijn in bijna ieder elektronisch apparaat. Zelf was hij ervan overtuigd dat de transistor nooit zijn Audion-buis zou vervangen:
The transistor will more and more supplement, but never supplant, the Audion. Its frequency limitations, a few hundred kilocycles [kilohertz], and its strict power limitations will never permit its general replacement of the Audion amplifier— Lee De Forest (1952)
Het succes van de Audion stelde De Forest in staat om genoeg kapitaal bijeen te krijgen om een nieuw bedrijf te beginnen, de De Forest Radio Telephone Company. Naast de productie van radiozenders en -ontvangers verzorgde hij ook radio-uitzendingen. Zo zond hij op 20 januari 1910 met zijn uitzendsysteem een concert uit van de Italiaanse tenor Enrico Caruso vanuit het Metropolitan Opera House in New York – De Forest was zelf een groot liefhebber van opera.
Ook met dit tweede bedrijf had De Forest niet veel succes, want het ging ten onder aan fraudeschandalen en dubieuze rechtszaken. Tegenstanders beweerden zelfs dat De Forest, in plaats van live-uitzendingen, vooraf opgenomen geluidsopnamen had gebruikt om klanten te werven. In 1913 werd hij vrijgesproken van fraude, maar de directeur van zijn bedrijf werd wel schuldig bevonden en moest de gevangenis in.

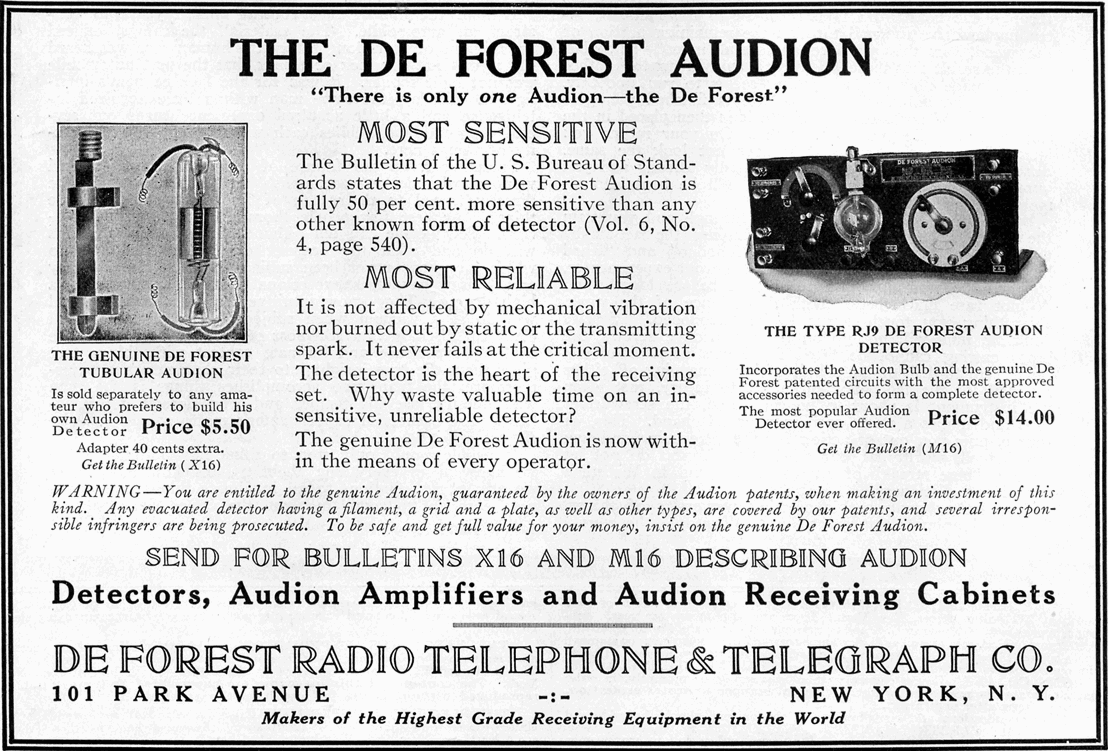
Advertentie van De Forest Audion in de Electrical Experimenter (aug. 1916)

In de tussentijd was hij doorgegaan met het uitvinden van nieuwe toepassingen van de Audion. Hij ontdekte dat de gevoeligheid ervan kon toenemen door een gedeelte van de uitgangsenergie terug te voeren naar de ingang, de terugkoppelingsloop. Toen hij octrooi wilde aanvragen op deze "regeneratieve" schakeling kwam hij opnieuw in een rechtszaak terecht, ditmaal met Edwin Armstrong. Deze had daarvoor, in 1914, reeds een patent ingediend van zo'n schakeling. In eerste instantie won Armstrong de rechtszaak, maar na twintig jaar strijd wees het Amerikaanse Hooggerechtshof in hoger beroep het eerste recht op de regeneratieve ontvanger alsnog toe aan De Forest. De meeste radio-ingenieurs waren er niettemin van overtuigd dat deze wetenschappelijk prestatie afkomstig was van Armstrong.
In 1910 was De Forest naar Californië verhuisd, waar hij werkte voor de Federal Telegraph Company te Palo Alto. Hier verbeterde hij zijn Audion-buis, zodat deze gebruikt kon worden om transcontinentale telefoniesignalen te versterken. Later verkocht hij de rechten van deze uitvinding aan AT&T. Eind 1916 begon De Forest een serie experimentele uitzendingen vanuit de Columbia Phonograph Company, waarbij hij voor het eerst zijn Audion gebruikte om radiogolven uit te zenden. (Daarvoor had hij de (ongedempte) lichtboogzender van Poulsen gebruikt.)

### Geluidsfilm
Vanwege de vele rechtszaken beëindigde hij rond 1919 zijn radiowerk en ging hij de uitdaging aan om geluid synchroon te laten lopen met de filmbeelden. Datzelfde jaar hadden drie Duitse uitvinders (Josef Engl, Hans Vogt en Joseph Massole) het gepatenteerde Tri-Ergon-systeem voor geluidsfilms ontwikkeld. Onafhankelijk van hen ontwikkelde De Forest zijn eigen, vergelijkbare geluid-op-filmsysteem.
Op de rand van zijn filmstrook zat een patroon met variërende transparantie. Wanneer er licht doorheen scheen, zette een sensor de veranderingen in lichtsterkte om in elektrische golfvormen die geluid voortbrachten. Daarbij gebruikte hij zijn Audion-buis om de geluidskwaliteit ervan te verbeteren.
Ondanks een aantal succesvolle demonstraties, waren de filmstudio-eigenaren niet onder de indruk – ze dachten dat het bioscooppubliek geen geluidsfilm wilde. Deze visie veranderde radicaal toen in 1928 de eerste film met geluid uitkwam, de The Jazz Singer. Deze film maakte echter gebruik van het Warner Vitaphone-systeem, waarbij aan de filmprojector een platenspeler was gekoppeld die het geluid afspeelde. Vanwege synchronisatieproblemen stapte men later toch over op een systeem dat De Forest een tiental jaren eerder had ontwikkeld, de fonofilm.
Ter erkenning voor zijn pionierswerk mocht hij tijdens de 32ste Oscaruitreiking (1959/60) van de Academy of Motion Picture Arts and Sciences een Oscar in ontvangst nemen en kreeg hij een ster op de Hollywood Walk of Fame (1752 Vine Street).

## Persoonlijk
De Forests privéleven was net zo turbulent als zijn leven op zakelijk gebied; zo was hij viermaal getrouwd. Zijn eerste huwelijk in 1906 met Lucille Sheardown duurde slechts enkele maanden. Zijn tweede huwelijk met Nora Stanton Blatch (1883-1971) duurde drie jaar, van 1907 tot 1911. Nora was een getalenteerd technicus en feministe (ze was de kleindochter van activiste vrouwenrecht Elizabeth Cady Stanton), Uit dit huwelijk werd één kind geboren. Dit was tevens de reden van hun scheiding. Na de geboorte van hun dochter vond Lee dat zijn vrouw haar carrière moest opgeven om huisvrouw te worden. Maar daar dacht de vrijdenkende Nora heel anders over, waardoor hun huwelijk in een scheiding eindigde.
In december 1912 trad hij opnieuw in huwelijk, ditmaal met Mary Mayo (1892-1921), een Broadwayrevuemeisje waarmee hij twee kinderen kreeg (waarvan één tijdens de geboorte overleed), voordat hij in 1930 van haar scheidde. Zijn langste huwelijk (van oktober 1930 tot aan zijn overlijden in 1961) was met de 26 jaar jongere Marie Mosquini (1899-1983), een actrice die optrad in stomme films.
Aan het eind van zijn carrière had De Forest ruim 180 patenten op zijn naam staan, maar de door hem zo gewenste erkenning van 'Father of Radio' kreeg hij nooit.

## Onderscheidingen
In 1912 was De Forest betrokken bij de oprichting van het Institute of Radio Engineers (IRE), als opvolger van de Society of Wireless Telegraphy waarvan hij voorzitter was. Voor zijn uitvinding van de triode en zijn bijdragen aan de radio kreeg hij in 1922 van deze organisatie de IEEE Medal of Honor uitgereikt en van de Yale-universiteit in 1926 een eredoctoraat. In 1946 mocht hij de IEEE Edison Medal van de American Institute of Electrical Engineers (AIEE) in ontvangst nemen.
- Biblioteca Nacional de España: XX5039677
- Bibliothèque nationale de France: cb135103892 (data)
- CiNii: DA09554715
- Gemeinsame Normdatei: 119066491
- International Standard Name Identifier: 0000 0000 8085 5252
- Library of Congress Control Number: n89125927
- MusicBrainz: 1da85dd2-4fa3-4af3-89b3-b31b1ae5cdbc
- Nationale Bibliotheek van Tsjechië: ntk2017963336
- Nederlandse Thesaurus van Auteursnamen: 155448943
- SNAC: w65q4zpp
- Système universitaire de documentation: 083362681
- Virtual International Authority File: 5732854
- WorldCat: E39PBJx4q3wKgCVPpHytQDcQMP